# Сивашовский сельский совет (Новотроицкий район)
Сивашовский сельский совет (укр. Сивашівська сільська рада) — входит в состав
Новотроицкого района
Херсонской области
Украины.
Административный центр сельского совета находится в 
с. Сивашовка
.

## История
- 1964 — дата образования.

## Населённые пункты совета
- с. Сивашовка
- с. Заозёрное
- с. Оверьяновка
- с. Садовое